# グラジェントエコー法
グラジェントエコー法（ぐらじえんとえこーほう、GRE,GE:gradient echo）
スピンの磁化を観測するための一方法。スピンエコー法における180°パルスに変えて、磁場勾配を反転（傾斜磁場反転）させることによりエコー信号を発生させる。TR、TEの短縮が可能となり、高速スキャンや3Dボリュームスキャンに応用されている。しかし、リフェーズに180°パルスを用いないので、静磁場の不均一性の影響を受けやすく、スピンエコー法よりも画質が劣化する。エコー信号収集後に残存横磁化成分を強制的に消滅させるためにスポイラーパルスを付加するタイプ(FLASHやSPGRなど）と完全なSSFP（定常自由歳差）状態を意図したタイプ（FISP、GRASSなど）に分けることができる。TR、TE、フリップ角の調整で画像のコントラストを変化させる。 